# Acta Crystallographica Section A: Foundations and Advances
Acta Crystallographica Section A: Foundations and Advances (abrégé en Acta Crystallogr. Sect. A) est une revue scientifique à comité de lecture. Ce bimestriel publie des articles de recherches couvrant les aspects théoriques et fondamentaux de la structure de la matière.
Actuellement, le directeur de publication est Andrew J. Allen (National Institute of Standards and Technology, États-Unis). D'après le Journal Citation Reports, le facteur d'impact de ce journal était de 49 926 en 2009, donnant au journal la seconde place dans la catégorie science. Cette explosion du facteur d'impact qui était de 2 051 en 2008 s'explique par la publication en 2008 d'un article cité plus de 6 600 fois. En 2018 le facteur d'impact est redescendu à 1 878. Depuis 2014, la revue est exclusivement publiée en ligne.

## Histoire
Le journal est fondé en 1948 sous le nom Acta Crystallographica, 1948-1967  (ISSN 0365-110X).
Il est par la suite successivement séparé en 6 séries :
- Acta Crystallographica Section A: Foundations of Crystallography, 1968-2013, puis Acta Crystallographica Section A: Foundations and Advances, 2014-en cours  (ISSN 0108-7673) ;
- Acta Crystallographica Section B: Structural Science, 1968-2013, puis Acta Crystallographica Section B: Structural Science, Crystal Engineering and Materials, 2014-en cours  (ISSN 0108-7681) ;
- Acta Crystallographica Section C: Crystal Structure Communications, 1983-2013, puis Acta Crystallographica Section C: Structural Chemistry, 2014-en cours  (ISSN 0108-2701) ;
- Acta Crystallographica Section D: Biological Crystallography, 1993-en cours  (ISSN 0907-4449) ;
- Acta Crystallographica Section E: Structure Reports Online, 2001-2014, puis Acta Crystallographica Section E: Crystallographic Communications, à partir de 2015[6]  (ISSN 1600-5368) ;
- Acta Crystallographica Section F: Structural Biology and Crystallization Communications, 2005-2013, puis Acta Crystallographica Section F: Structural Biology Communications, 2014-en cours  (ISSN 1744-3091).